# Smartsheet Inc.
 (février 2023).
Smartsheet Inc. est une société américaine cotée en bourse qui développe et commercialise l'application Smartsheet. En 2022, elle comptait plus de 2 600 employés et son siège social est à Bellevue, Washington. La société a été fondée à l'été 2005, peu de temps après que le cofondateur Brent Frei a vendu son ancienne société, Onyx Software. Environ un an après sa création, Smartsheet avait levé 4 millions de dollars de financement et ne comptait que neuf employés. Au début de 2012, il avait levé 8,2 millions de dollars de financement en trois tours et embauché son premier vendeur.
La société a commencé à être cotée à la Bourse de New York le 27 avril 2018.